# Apologética cristã
Apologética cristã ( em grego:  ἀπολογία, "defesa verbal, discurso em defesa")  é um ramo da teologia cristã que defende o cristianismo contra objeções.
A apologética cristã assumiu muitas formas ao longo dos séculos, começando com O apóstolo Paulo na igreja primitiva e escritores patrísticos como Orígenes, Agostinho de Hipona, Justin Mártir e Tertuliano, depois continuando com escritores como Tomás de Aquino, João Duns Escoto, Guilherme de Ockham e Anselmo de Cantuária durante o escolasticismo.
Blaise Pascal era um apologista cristão ativo antes do Iluminismo. No período moderno, o cristianismo foi defendido pelos esforços de muitos autores como G.K. Chesterton e C.S. Lewis, bem como Elizabeth Anscombe.
Nos tempos contemporâneos, o cristianismo é defendido através do trabalho de figuras como Norman Geisler, Robert Barron, Scott Hahn, Ravi Zacharias, John Lennox, Lee Strobel, Francis Collins, Alvin Plantinga, Hugh Ross, James White, Gary Habermas, R.C. Sproul e William Lane Craig.

## História

### Precursores Judaicos
Segundo Edgar J. Goodspeed, no século I d.C., elementos apologéticos judaicos podiam ser vistos em obras como no livro bíblico A Sabedoria de Salomão, A vida contemplativa de Filon de Alexandria e mais explicitamente em Flávio Josefo, em contra Apion.

### Período Apostólico e Pós-Apostólico
A apologética cristã aparece pela primeira vez no Novo Testamento (por exemplo, A pregação de Paulo em Atos 17, 22-31). Durante a era subapostólica, o cristianismo já estava competindo com o judaísmo, bem como com várias outras religiões e seitas no mundo greco-romano. A apologética cristã pode ser vista pela primeira vez na 'Pregação de Pedro' (Evangelho de Pedro), mas a primeira obra explicitamente apologética vem de Quadrado de Atenas (c. 125 d.C.), na qual ele escreve uma defesa da fé ao imperador Adriano. Apenas um fragmento, citado por Eusébio, sobreviveu até os nossos dias: 
 "Mas as obras de nosso Salvador estavam sempre presentes, pois eram genuínas: aquelas que foram curadas e as que foram ressuscitadas dentre os mortos, que foram vistas não apenas quando foram curadas e ressuscitadas, mas também sempre foram presente; e não apenas enquanto o Salvador estava na terra, mas também após sua morte, eles ficaram vivos por um bom tempo, de modo que alguns deles viveram até os nossos dias." (História da Igreja IV. 3,2) 
 Um dos primeiros ataques abrangentes ao cristianismo veio do filósofo grego Celso, que escreveu A palavra verdadeira (175 d.C.), uma polêmica que critica os cristãos por serem membros não lucrativos da sociedade. Em resposta, o pai da igreja Orígenes publicou seu tratado apologético Contra Celsum, ou Against Celsus, que abordou sistematicamente as críticas de Celso e ajudou a levar ao cristianismo um nível de respeitabilidade acadêmica. No tratado, Orígenes escreve da perspectiva de um filósofo platônico, recorrendo amplamente aos ensinamentos de Platão. Contra Celsum é amplamente considerado pelos estudiosos modernos como uma das obras mais importantes da apologética cristã primitiva.
Outros apologistas desse período são Aristides de Atenas, autor da Epístola a Diogneto, Aristo de Pela, Taciano, Justino Mártir, Melitão de Sardes, Atenágoras de Atenas, Teófilo de Antioquia, Irineu de Lyon, Orígenes, Hipólito de Roma, Tertuliano, Minúcio Felix, Cipriano de Cartago e Vitorino de Pettau.

### Idade Média e início do período moderno
Anselmo de Cantuária propôs o argumento ontológico em seu Proslógio. Tomás de Aquino apresentou cinco maneiras, ou argumentos para a existência de Deus, na Summa Theologica, enquanto sua Summa contra gentios era uma grande obra apologética. Tomás de Aquino também fez críticas significativas ao argumento ontológico que resultou em sua popularidade perdida até ser revivido por René Descartes em suas Meditações. Blaise Pascal delineou uma abordagem da apologética em seus Pensamentos: "Os homens desprezam a religião; eles a odeiam e temem que seja verdade. Para remediar isso, devemos começar mostrando que a religião não é contrária à razão; que é venerável inspirar respeito por ela; então devemos torná-lo amável, fazer com que os homens bons esperem que seja verdade; finalmente, devemos provar que é verdade".

### Período moderno tardio
A apologética cristã continua nos tempos modernos em uma ampla variedade de formas. Entre os católicos romanos há Bispo Robert Barron, G.K. Chesterton, Ronald Knox, Arnold Lunn, Karl Keating, Michael Voris, Peter Kreeft, Frank Sheed, e Dr. Scott Hahn. O ortodoxo russo, Seraphim Rose é talvez o mais conhecido apologista ortodoxo oriental de língua inglesa moderna. Entre os evangélicos, está o anglicano C.S. Lewis (que popularizou o argumento agora conhecido como trilema de Lewis). Entre os apologistas protestantes do século XIX, havia William Paley que popularizou a analogia do Relojoeiro. Na primeira metade do século XX, muitos fundamentalistas cristãos se tornaram apologistas bem conhecidos. Alguns dos mais conhecidos são R.A. Torrey e John Gresham Machen. O evangélico Norman Geisler, o luterano John Warwick Montgomery e o presbiteriano Francis Schaeffer estavam entre os apologistas cristãos mais prolíficos na segunda metade do século XX e no século XXI, enquanto Gordon Clark e Cornelius Van Til iniciaram uma nova escola de apologética filosófica chamada pressuposicionalismo, que é popular nos círculos calvinistas.
Outros incluem Douglas Groothuis, Josh McDowell, Hugo Anthony Meynell, Timothy J. Keller, Francis Collins, Vishal Mangalwadi, Richard Bauckham, Craig A. Evans, Darrell Bock, John F. MacArthur, Michael R. Licona e John Lennox.

## Terminologia e origem
A apologia original grega (ἀπολογία, de ἀπολογέομαι, apologeomai, "fale em troca, defenda-se") era uma defesa verbal formal, seja em resposta a acusação ou processo em um tribunal. A defesa de Sócrates, apresentada por Platão e Xenofonte, foi uma apologia contra as acusações de "corromper os jovens e ... não acreditar nos deuses em que a cidade acredita, mas em outra daimonia que é nova".
Em uso posterior, 'apologia' às vezes assumiu uma forma literária no discurso cristão primitivo como um exemplo da integração de cristãos instruídos na vida cultural do Império Romano, particularmente durante a "pouca paz" do século III e de sua participação no movimento intelectual grego amplamente conhecido como o Segundo Sofista. Os apologistas cristãos da Igreja primitiva não rejeitaram a filosofia grega, mas tentaram mostrar o valor positivo do cristianismo em relação dinâmica à tradição racionalista grega.
No século II, a apologética era uma defesa ou explicação do cristianismo, dirigida àqueles que estavam em oposição e que ainda não formavam uma opinião, como imperadores e outras figuras de autoridade, ou potenciais convertidos. A narrativa mais antiga dos mártires tem o porta-voz dos perseguidos, apresentando uma defesa no modo apologético: o cristianismo era uma religião racional que adorava apenas a Deus, e embora os cristãos fossem cidadãos cumpridores da lei dispostos a honrar o imperador, sua crença em uma única divindade os impedia. de fazer os juramentos de lealdade que reconheceram a divindade do imperador.
A historiografia apologética nos Atos dos Apóstolos apresentou o cristianismo como um movimento religioso em casa dentro do Império Romano e nenhuma ameaça a ele e foi um modelo para o primeiro grande historiador da Igreja, Eusébio de Cesareia. A apologética também pode ser direcionada aos cristãos já existentes na comunidade, que explicam suas crenças e justificam posições. A apologética de Orígenes em Contra Celsum, por exemplo, forneceu uma defesa contra os argumentos de um crítico morto por décadas para fornecer respostas aos cristãos que duvidam da falta de respostas imediatas às perguntas levantadas. A literatura apologética foi um meio importante para a formação da identidade cristã primitiva.
Além de Orígenes e Tertuliano, os primeiros apologistas cristãos incluem Justin Mártir, Clemente de Alexandria e o autor da Epístola a Diogneto. Agostinho de Hipona foi um apologista significativo da era patrística. Alguns estudiosos consideram a apologética como um gênero literário distinto, exibindo semelhanças de estilo e forma, conteúdo e estratégias de argumentação. Outros a viam como uma forma de discurso caracterizada por seu tom e propósito.

### Base bíblica
RC Sproul, citando a Primeira Epístola de Pedro, escreve que "A defesa da fé não é um luxo ou vaidade intelectual. É uma tarefa designada por Deus que você seja capaz de dar uma razão para a esperança que há em você ao prestar testemunho perante o mundo." O versículo citado aqui diz o seguinte: "mas em seus corações honra a Cristo, o Senhor, como santo, sempre preparado para defender alguém que lhe pede uma razão para a esperança que existe em você; contudo, faça-o com gentileza e respeito".
Outra passagem às vezes usada como base bíblica para a apologética cristã é a súplica de Deus no livro de Isaías: "Venha agora, vamos raciocinar juntos". Outras passagens das escrituras que foram tomadas como base para a apologética cristã incluem o Salmo 19, que começa "Os céus declaram a glória de Deus; os céus proclamam o trabalho de suas mãos" e Romanos 1 que lê "Por enquanto a criação do mundo, as qualidades invisíveis de Deus - seu poder eterno e natureza divina - foram claramente vistas, sendo entendidas pelo que foi feito, para que os homens não tenham desculpa".

## Variedades
Há uma variedade de estilos apologéticos cristãos e escolas de pensamento. Os principais tipos de apologética cristã incluem apologética evidencialista histórica e legal, apologética pressuposicional, apologética filosófica, apologética profética, apologética doutrinária, apologética bíblica, apologética moral e apologética científica.

### Apologética bíblica
A apologética bíblica inclui questões relacionadas à autoria e data dos livros bíblicos, cânone bíblico e inerrância bíblica. Os apologistas cristãos defendem e comentam vários livros da Bíblia. Alguns estudiosos que se engajaram na defesa da inerrância bíblica incluem Robert Dick Wilson, Gleason Archer, Norman Geisler e R.C. Sproul. Existem vários recursos que os cristãos oferecem defendendo a inerrância em relação a versículos específicos. Autores que defendem a confiabilidade dos Evangelhos incluem Craig Blomberg em A Confiabilidade Histórica dos Evangelhos, Mark D. Roberts em Podemos confiar nos Evangelhos? Richard Bauckham, Craig Evans e Darrell Bock.
Outros antigos criacionistas da Terra, como o astrofísico Hugh Ross, veem cada um dos seis dias da criação como um período longo, mas finito, com base nos múltiplos significados da palavra hebraica yom (luz do dia/24 horas/idade de tempo) e outras passagens bíblicas da criação.

### Apologética experimental
A apologética experimental é uma referência a um apelo "principalmente, se não exclusivamente, para experimentar como evidência da fé cristã". Além disso, "eles rejeitam argumentos racionais ou evidências factuais em favor do que acreditam ser uma experiência de autoverificação". Essa visão enfatiza a experiência que outros apologistas não explicitaram e, no final, o conceito de que o Espírito Santo convence o coração da verdade se torna o tema central do argumento apologético.

### Evidências históricas e legais
Uma variedade de argumentos foi encaminhada por estudiosos do direito, como Simon Greenleaf e John Warwick Montgomery, por investigadores forenses especializados, como o detetive de casos de homicídios J. Warner Wallace, e estudiosos históricos acadêmicos, como Edwin M. Yamauchi. Esses argumentos apresentam um argumento para a historicidade da ressurreição de Cristo segundo os padrões legais atuais de evidência ou minando a hipótese do mito pagão para a origem do cristianismo.
Evidências para a historicidade do A.N. Sherwin-White afirma:
Para os actos, a confirmação do carácter histórico é esmagadora. Os actos são, em termos simples e julgados externamente, não menos uma narrativa de propaganda do que os Evangelhos, susceptíveis de distorções semelhantes. Mas qualquer tentativa de rejeitar a sua historicidade básica, mesmo em questões de pormenor, deve agora parecer absurda. Os historiadores romanos há muito que a tomam como certa... O tipo agnóstico de crítica de forma seria muito mais credível se a compilação dos Evangelhos fosse muito mais tardia.... Heródoto permite-nos testar o tempo da elaboração de mitos, [mostrando que] mesmo duas gerações são demasiado curtas para permitir que a tendência mítica prevaleça sobre o duro núcleo histórico.

### Apologética moral
A apologética moral afirma que a obrigação moral real é um fato. O apologista católico Peter Kreeft disse: "Somos realmente, verdadeiramente, objetivamente obrigados a fazer o bem e evitar o mal". Na apologética moral, são enfatizados os argumentos a favor da pecaminosidade e da necessidade de redenção do homem. Exemplos desse tipo de pedido de desculpas seriam o sermão de Jonathan Edwards "Pecadores nas mãos de um Deus irado". O tratado religioso das Quatro Leis Espirituais (Cruzada no Campus por Cristo) seria outro exemplo.

### Defesa de milagres
CS Lewis, Norman Geisler, William Lane Craig e cristãos que se dedicam à jurisprudência apologética cristã argumentaram que os milagres são razoáveis e plausíveis onde quer que um Criador todo-poderoso seja postulado.

### Apologética filosófica
A apologética filosófica preocupa-se principalmente com argumentos para a existência de Deus, embora não se concentrem exclusivamente nessa área. Eles não defendem a veracidade do Cristianismo sobre outras religiões, mas apenas para a existência de um Criador divino. Onipotência e onisciência estão implícitas nesses argumentos em maior ou menor grau: alguns defendem um deus intervencionista, outros são igualmente relevantes para uma concepção de Deus deísta.
Eles não apoiam o politeísmo rígido, mas poderiam ser usados para descrever o primeiro deus que criou muitos outros deuses; no entanto, os argumentos só são relevantes quando aplicados ao primeiro deus (a primeira causa, ato puro e motor imóvel; é uma contradição a priori supor uma pluralidade de "atos puros" ou "primeiras causas" ou "motores imóveis") .
Esses argumentos podem ser agrupados em várias categorias:
1. Argumento cosmológico - argumenta que a existência do universo demonstra que Deus existe. Vários argumentos primários da cosmologia e a natureza da causalidade são frequentemente oferecidos para apoiar o argumento cosmológico.[58][59][60]
2. Argumento teleológico - argumenta que existe um design proposital no mundo ao nosso redor, e um design requer um designer. Cícero, William Paley e Michael Behe usam esse argumento, assim como outros.[61]
3. Argumento ontológico - argumenta que o próprio conceito de Deus exige que haja um Deus existente real.
4. Argumento moral - argumenta que existem valores morais objetivamente válidos e, portanto, deve haver um absoluto do qual eles derivam.[62]
5. Argumento Transcendental - Argumenta que todas as nossas habilidades para pensar e raciocinar exigem a existência de Deus.
6. Argumentos pressuposicionais - argumenta que as crenças básicas de teístas e não-teístas exigem Deus como uma pré-condição necessária.

Outros argumentos filosóficos incluem:
- O argumento de Alvin Plantinga de que a crença em Deus é uma epistemologia adequadamente reformada.[63]
- A aposta de Pascal[64] é um argumento que postula que todos os seres humanos apostam com suas vidas que Deus existe ou que ele não existe. Pascal argumenta que uma pessoa racional deve viver como se Deus existisse.[65][66]

Além dos argumentos pela existência de Deus, os apologistas cristãos também tentaram responder com êxito aos argumentos contra a existência de Deus. Dois argumentos muito populares contra a existência de Deus são o argumento da ocultação e o argumento do mal. O argumento da ocultação tenta mostrar que a existência de um Deus perfeitamente amoroso é incompatível com a existência de incrédulos não resistentes. O argumento do mal tenta mostrar que a existência do mal torna a existência de Deus improvável ou impossível.

#### Apologética pressuposicional
A apologética pressuposicional é uma metodologia protestante reformada que afirma que pressupostos são essenciais para qualquer posição filosófica e que não existem suposições "neutras" das quais um cristão possa raciocinar em comum com um não-cristão. Existem duas escolas principais de apologética pressuposicional, a de Cornelius Van Til (e seus alunos Greg Bahnsen e John Frame) e a de Gordon Haddon Clark.
Van Til se baseou, mas nem sempre concorda, com o trabalho de filósofos e teólogos calvinistas holandeses, como DH Th. Vollenhoven, Herman Dooyeweerd, Hendrik G. Stoker, Herman Bavinck e Abraham Kuyper. Bahnsen descreve a abordagem de Van Til à apologética cristã como apontando a diferença nos princípios fundamentais entre cristãos e não-cristãos e, em seguida, mostrando que os princípios não-cristãos se reduzem ao absurdo. Na prática, esta escola utiliza o que passou a ser conhecido como argumento transcendental para a existência de Deus. .
Clark sustentou que as Escrituras constituíam os axiomas do pensamento cristão, que não podiam ser questionados, embora sua consistência pudesse ser discutida. Uma conseqüência dessa posição é que a existência de Deus nunca pode ser demonstrada, nem por meios empíricos nem por argumentos filosóficos. Em A justificação do conhecimento, o teólogo calvinista Robert L. Reymond argumenta que os crentes nem deveriam tentar tais provas.

### Cumprimento profético
Em seu livro Science Speaks, Peter Stoner argumenta que somente Deus conhece o futuro e que profecias bíblicas de natureza convincente foram cumpridas. O apologista Josh McDowell documenta as profecias do Antigo Testamento cumpridas por Cristo, relacionadas à sua linhagem ancestral, local de nascimento, nascimento virginal, milagres, morte e ressurreição. O apologista Blaise Pascal acreditava que as profecias são a evidência mais forte do Cristianismo. Ele observa que Jesus não só predisse, como foi predito, ao contrário de outras religiões, e que estas profecias vieram de uma sucessão de pessoas ao longo de quatro mil anos.

### Apologética das origens
Muitos cristãos afirmam que a ciência e a Bíblia não se contradizem e que o fato científico apóia a apologética cristã. O Catecismo da Igreja Católica afirma que "A questão sobre as origens do mundo e do homem tem sido objeto de muitos estudos científicos que enriqueceram esplendidamente nosso conhecimento... Essas descobertas nos convidam a uma admiração ainda maior pela grandeza do Criador." O teólogo e matemático Marin Mersenne usou a mecânica celeste como evidência em seu trabalho apologético, enquanto Matteo Ricci se engajou em apologética científica na China. Nos tempos modernos, a teoria do Big Bang tem sido usada para apoiar a apologética cristã.
Vários apologistas cristãos têm procurado conciliar o Cristianismo com a ciência no que diz respeito à questão das origens. O Evolucionismo teísta afirma que os ensinamentos religiosos clássicos sobre Deus são compatíveis com o entendimento científico moderno sobre a evolução biológica e que o Deus Criador usa o processo da evolução. Denis Lamoureux, em Criação Evolucionária: Uma Abordagem Cristã à Evolução, afirma que "Essa visão das origens abrange totalmente as crenças religiosas do cristianismo bíblico e as teorias científicas da evolução cosmológica, geológica e biológica. Ele afirma que o Criador estabeleceu e mantém as leis da natureza, incluindo os mecanismos de uma evolução teleológica."
O mais radical exemplo de uma síntese evolucionária cristã é o trabalho de Pierre Teilhard de Chardin, que se destinava como apologética ao mundo da ciência, mas que mais tarde foi condenada pela Igreja Católica.

#### Apologética criacionista

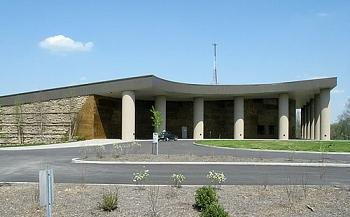
O Museu da Criação é um jovem museu do criacionismo da Terra, administrado pela organização de apologética da criação Answers in Genesis (AiG) em Petersburg, Kentucky.

A apologética criacionista visa defender opiniões de origens como o jovem criacionismo terrestre e o velho criacionismo terrestre que vão contra a ciência convencional. Os criacionistas da Terra Jovem acreditam que a Bíblia ensina que a Terra tem aproximadamente 6.000 anos e rejeitam o consenso científico para a era da Terra. Eles aplicam uma interpretação literal à história primordial em Gênesis 1–11 - como a longa vida útil de pessoas como Matusalém, o dilúvio, e a Torre de Babel. Os criacionistas da Velha Terra acreditam que é possível harmonizar o relato de seis dias da criação da Bíblia com as evidências científicas de que o universo tem 13,8 bilhões de anos e a Terra 4,54 bilhões de anos.

## Principais faculdades e universidades que oferecem programas de apologética cristã
| Escola                                      | Localização                      | Programa                                     | Comentários | Graus concedidos                               | Ref.          |
| ------------------------------------------- | -------------------------------- | -------------------------------------------- | ----------- | ---------------------------------------------- | ------------- |
| Universidade de Biola                       | Sul da Califórnia, EUA           | Apologética Cristã                           |             | Certificado, MA                                | [ 87 ]        |
| Seminário Teológico da Índia Central        | Itarsi, Índia                    | Apologética Cristã                           |             | M.Th., Ph.D.                                   | [ 88 ] [ 89 ] |
| Clarks Summit University                    | South Abington Township, PA, EUA | Apologética Bíblica                          |             | MA                                             | [ 90 ]        |
| Denver Seminary                             | Colorado, EUA                    | Apologética e Ética                          |             | MA, M.Div. com ênfase                          | [ 91 ] [ 92 ] |
| Centro de Apologética Cristã de Hong Kong   | Hong Kong                        | Apologética Cristã                           |             | Certificado em Apologética Cristã              | [ 93 ]        |
| Universidade Batista de Houston             | Houston, TX, EUA                 | Apologética Cristã                           |             | MAA                                            | [ 94 ]        |
| Seminário Teológico Batista de Nova Orleans | Nova Orleans, Louisiana          | Apologética Cristã                           |             | MA, M.Div., D.Min., Ph.D.                      | [ 95 ]        |
| Oklahoma Wesleyan University                | Bartlesville, Oklahoma           | Apologética Cristã                           |             | MA                                             |               |
| Seminário Teológico de Westminster          | Filadélfia, EUA                  | Apologética                                  |             | Doutorado, Mestrado, Programas de Certificação | [ 96 ]        |
| Seminário Teológico da África do Sul        | Joanesburgo, África do Sul       | Apologética                                  |             | MTh                                            | [ 97 ]        |
| Seminário Teológico Batista do Sul          | Louisville, KY                   | Apologética / Apologética e cosmovisões      |             | MA, Ph.D.                                      | [ 98 ]        |
| Seminário Evangélico do Sul                 | Charlotte, Carolina do Norte     | Apologética / Apologética Científica         |             | Certificado, MA, MDiv, DMin                    | [ 99 ]        |
| Gimlekollen NLA College                     | Kristiansand, Noruega            | Comunicação, cosmovisão e apologética cristã |             | Certificado, Bacharel                          | [ 100 ]       |